# 汤志平
汤志平（1965年11月—），男，汉族，上海人。中共党员，中华人民共和国政治人物。现任山西省人民政府副省长、党组成员。曾任上海市人民政府副市长。

## 简历
1990年3月，参加工作。历任上海市城市规划管理局副总工程师、局长助理、副局长，上海市徐汇区副区长、区委常委，上海市发展和改革委员会副主任、上海市物价局局长，上海市建设交通工作党委副书记、上海市建设交通委主任、上海市建设管理委主任，上海市黄浦区委副书记、区长、区委书记，上海市政府副秘书长、市发展改革委主任、党组书记，市委副秘书长、市政府秘书长、上海市人民政府办公厅主任、党组书记、上海市孙中山宋庆龄文物管理委员会主任等职。
2021年12月成為山西省政府党组成员，翌年1月正式出任山西省人民政府副省长。